# チグリスとユーフラテス
『チグリスとユーフラテス』は、新井素子による日本のSF小説。『小説すばる』1996年4月号に「マリア・D」が掲載された。以後、4作が掲載され、1999年2月に集英社よりハードカバー単行本が発売された。装丁画は花井正子。第20回日本SF大賞を受賞したほか、第12回山本周五郎賞の候補作にも推されている。
2000年4月に徳間書店から発売されたSF雑誌『SF Japan [MILLENNIUM:00]』には「チグリスとユーフラテス外伝/馬場さゆり」が掲載され、2000年12月に早川書房から刊行されたオリジナルアンソロジー『2001』（日本SF作家クラブ編）には外伝「あした」が掲載された。2002年には集英社文庫より上下巻に分冊した文庫版が発売されている。

## あらすじ
遠い未来、地球から他星系への惑星間移民が行われるようになり、9番目の移民惑星は「ナイン」と名付けられた。
船長キャプテン・リュウイチ、その妻レイディ・アカリを含む30余名の移民船のクルーたちはナインに定着し、いっしょに運んできた凍結受精卵、人工子宮を用いてわずか37人から人口120万人を擁するナイン社会を作り上げた。しかし、原因が判らないままナインの社会では新生児が産まれにくくなり、人口が減少しはじめ、ついに「最後の子供」ルナが生まれてしまう。
ただ一人ナイン残されたまま老いたルナは、重度の怪我や治療法が確立されていない病気で、未来の治療に希望を託してコールドスリープしていた人間を順番に起こし始める。ルナは、自分が最後の子供になると知りながら、母親は何故自分を生んだのかを問いかける。ルナと4人の女たちから、逆順にナインの年代記が語られて行く。

### マリア・D
まず、ルナは実母イブ・Eの妹分であるマリア・Dをコールドスリープから起こす。
マリア・Dの時代、人口減少は一途化が進んでおり、子供を産める可能性があるというだけで特権階級であった。その一人だったマリア・Dはなかなか子供に恵まれず、イブ・Eの妊娠に嫉妬していた。その後マリア・Dは致死性の病にかかり、治療のために子宮摘出を勧められるが辞退し、コールドスリープする道を選んだ。
ルナと過ごすうちに、マリアは自分がほんとうに大事にすべきであったのは「まだ見ぬ我が子」ではなく、一緒にいた伴侶であったと気づく。マリア・Dは自分の境遇、ルナと過ごした日々を記録していった。

### ダイアナ・B・ナイン
次いで、ルナはマリア・Dの時代より100年ほど昔に宇宙管理局の職員を勤めていた真面目な女性ダイアナ・B・ナインをコールドスリープから起こす。ダイアナ・Bはマリア・Dが遺した手記を読んで愕然とする。
ダイアナ・Bの生きていた時代は急激な人口爆発と食糧危機が発生しており、ダイアナ・Bは人口減少策を推し進めていたのだ。ダイアナ・Bは免疫不全の病にかかり、コールドスリープに入る。
ダイアナ・Bとルナは宙港へと向かい、地球から来ていた宇宙船の中身を確認した。そこで、ルナにせがまれて、蝶や蛍といった昆虫類をナインへと放し、ルナはそれらの昆虫にパンゲア、コウガ、アマゾン、ナイル、ユーラシア、チグリス、ユーフラテス、……といった名前を付けて行く。
やがて、ダイアナ・Bは風邪を引き、免疫不全から死亡する。死にゆくダイアナ・Bに向かって、ルナは「マリア・Dやダイアナ・Bのが追及した幸せの結果が自分であり、自身の不幸を見せつけ、マリア・Dやダイアナ・Bの間違いを糾弾することで、復讐を遂げる」という目的を明かす。

### 関口朋美
ダイアナ・Bの時代より100年ほど昔に生きていた関口朋美（トモミ・S・ナイン）は、地球から移住してきた直系の子孫である純血の存在かつ、超特権階級の出身だった。ゆえに左半身に麻痺があっても画家として生計をたてられた。
朋美はルナから人類が絶滅した今、芸術や絵を描くことへの意味を問われる。朋美はプライドの高さからルナを無視していたが、やがてノブレス・オブリージュからルナの殺害を考えるようになる。しかし、朋美は階段から落ちそうになったルナを助けようとして自分が落ちてしまう。
息を引き取る前、朋美はルナに「自分が最後の子供として生まれてきたことや、自分を独り残して他の皆が死んでしまったことを怒るのではなく、自分が好きなこと、自分がやりたいことがついに無かったという境遇に対して怒るべきなのだ」と告げる。

### レイディ・アカリ
船長キャプテン・リュウイチの妻・レイディ・アカリ'（穂高 灯）がコールドスリープに入ったのは既に90歳を超えてからだった。
これまで、ルナは復讐目的でコールドスリープから女性を目覚めさせてきたが、灯に対して「なぜイヴ・Eは自分を産んだのか?」と問いかける。
灯はルナの問いにはすぐには答えなかった。アカリはルナに最後の子供ではなく、惑星ナインの「最初の母」になることを望み、最初に猫を飼うことを薦めた。ルナの時代、ペットを飼うことは罪悪でもあったので、最初は抵抗があったがクリサンセマムと名付けた猫をルナはかわいがるようになった。
続いて、灯はルナと畑を耕し始めた。時がながれ、クリサンセマムが仔猫を産んだ日、再びルナは「なぜイヴ・Eは自分を産んだのか?」という疑問を発す。その答えはよくわからなかったが、ルナはイヴ・Eを赦した。そしてクリサンセマムの子供たちに自分と同じ“月”を連想させるツクヨミ、アルテミス、ディアナという名前をつけた。

### エピローグ
畑の隣には小さな土饅頭があり、アカリの名が記された板が刺さっていた。枯れたリースが周囲に散らばり、掘られた穴の傍らには死体が倒れていた。
チグリスとユーフラテスと名付けられた蛍の子供たちは夜空に飛び、星の中に交じって区別ができなかった。

## 制作背景
1986年に新井は、舗装から雑草が伸びている荒れた無人の宇宙港に舞う2匹のホタルと「ホタルの名はチグリスとユーフラテス」とナレーションが聞こえてくる夢を見た。印象の強い夢に、新井は小説になると確信したが、人のいない宇宙港のイメージからスタートしたため、いっこうに登場人物が動き出さず、小説の執筆はまったく進まなかった。ところが、『小説すばる』から連作短編の依頼があったとたんに構想が具体化し、登場人物が頭に浮かんだ。登場人物が定まったことで、それぞれの人物が自立的に動き始めた。
大森望との対談において、本作執筆のうえでなにか影響を受けた作品を問われた際に、新井は自分では特に思いつかないとしつつも、平井和正、半村良、山田正紀の影響を挙げている。ただし、新井本人にも影響は大きいとしながらも、どこが影響を受けたかは明確になっていないとのこと。

## 評価
SF研究家の三村美衣は2020年時点に本作を「SFでしか描けない孤独と希望が深く心に残る」と評している（ただし三村は、発表された同時代には「子供を産まない女は、どうやって大人になるのか。何を後世に残すかって話じゃない。ものすごくリアルな話で、逆にSFで読む必要を感じない」と語っていた。）。永田たまは百合の観点から「子孫をつなぐ」という役割を果たせなかった老婆2人（ルナとアカリ）の物語として、「個人的に百合の最高境地」と評している。

## 既刊一覧
ハードカバー
- 『チグリスとユーフラテス』 集英社、1999年2月、ISBN 4-08-774377-2

集英社文庫
- 『チグリスとユーフラテス 上』 集英社、2002年5月、ISBN 4-08-747440-2
  - 「マリア・D」、「ダイアナ・B・ナイン」、「関口朋実（トモミ・S・ナイン）」、あとがきを収録

- 『チグリスとユーフラテス 下』 集英社、2002年5月、ISBN 4-08-747441-0
  - 「レイディ・アカリ」、あとがき、解説「「神」の子として」（大沢在昌）を収録

竹書房文庫
- 『影絵の街にて』 竹書房、2021年12月、ISBN 978-4-8019-2929-6
  - 外伝2作「馬場さゆり」「あした」を収録する短編集